# Слајго (Пенсилванија)
Слајго (енгл. Sligo) град је у америчкој савезној држави Пенсилванија.

## Демографија
По попису из 2010. године број становника је 720, што је 8 (-1,1%) становника мање него 2000. године.
| Група             | 2000.       | 2010.       |
| Белци             | 709 (97,4%) | 706 (98,1%) |
| Афроамериканци    | 0 (0,0%)    | 5 (0,7%)    |
| Азијати           | 1 (0,1%)    | 7 (1,0%)    |
| Хиспаноамериканци | 8 (1,1%)    | 1 (0,1%)    |
| Укупно            | 728         | 720         |